# Loxodocus genalis
Loxodocus genalis är en stekelart som beskrevs av Ugalde och Ian D. Gauld 2002. Loxodocus genalis ingår i släktet Loxodocus och familjen brokparasitsteklar. Inga underarter finns listade i Catalogue of Life.